# Turniej o Brązowy Kask 2006
Turniej o Brązowy Kask 2006 – zawody żużlowe, organizowane przez Polski Związek Motorowy dla zawodników do 19. roku życia. W sezonie 2006 rozegrano dwa turnieje półfinałowe oraz finał.

## Finał
- 7 września 2006 r. (czwartek), Opole

| Msc. | Zawodnik             | Klub                  | Pkt      |             |  |
| ---- | -------------------- | --------------------- | -------- | ----------- |  |
| 1    | Mateusz Szczepaniak  | Włókniarz Częstochowa | 12+2+3+3 | (3,2,3,1,3) |  |
| 2    | Mateusz Jurga        | Unia Leszno           | 12+3+2   | (3,2,2,3,2) |  |
| 3    | Marcin Jędrzejewski  | Polonia Bydgoszcz     | 12+2+2+1 | (1,3,2,3,3) |  |
| 4    | Grzegorz Zengota     | ZKŻ Zielona Góra      | 12+3+0   | (2,2,3,2,3) |  |
| 5    | Patryk Pawlaszczyk   | RKM Rybnik            | 12+1+1   | (3,3,3,1,2) |  |
| 6    | Adrian Gomólski      | Start Gniezno         | 10       | (3,3,d,3,1) |  |
| 7    | Maciej Piaszczyński  | PSŻ Poznań            | 9        | (0,3,1,2,3) |  |
| 8    | Kamil Zieliński      | Unia Tarnów           | 8        | (2,1,1,3,1) |  |
| 9    | Marcin Liberski      | KM Ostrów Wlkp.       | 7        | (1,2,0,2,2) |  |
| 10   | Sebastian Brucheiser | KM Ostrów Wlkp.       | 7        | (0,1,2,2,2) |  |
| 11   | Sławomir Musielak    | Unia Leszno           | 6        | (2,1,3,0,0) |  |
| 12   | Marcel Kajzer        | Kolejarz Rawicz       | 4        | (2,0,2,0,0) |  |
| 13   | Rafał Klimek         | TŻ Lublin             | 4        | (1,1,1,1,0) |  |
| 14   | Adrian Szewczykowski | Stal Gorzów Wlkp.     | 3        | (1,0,0,1,1) |  |
| 15   | Sławomir Dąbrowski   | Stal Gorzów Wlkp.     | 2        | (d,0,1,0,1) |  |
| 16   | Sławomir Pyszny      | RKM Rybnik            | 0        | (0,0,0,0,w) |  |
|      | rez. Adam Kajoch     | Unia Leszno           | ns       |             |  |
|      | rez. Marcin Koj      | Kolejarz Opole        | ns       |             |  |
|      | Andriej Karpow       | Stal Rzeszów          |          |             |  |

Uwaga: Mateusz Jurga zastąpił Andrieja Karpowa
Kolejność w wyścigach barażowych

21. Jurga, Szczepaniak, Pawlaszczyk

22. Zengota, Jędrzejewski

23. Szczepaniak, Jędrzejewski, Pawlaszczyk

24. Szczepaniak, Jurga, Jędrzejewski, Zengota